# Bhimkhori
Bhimkhori (Nepali भीमखोरी) ist ein Dorf und ein Village Development Committee (VDC) in Nepal im Distrikt Kabhrepalanchok.
Das VDC Bhimkhori liegt am Südufer des Roshi Khola unweit dessen Mündung in den Sunkoshi. Die Fernstraße B.P. Koirala Rajmarg führt durch das VDC.

## Einwohner
Bei der Volkszählung 2011 hatte das VDC Bhimkhori 5524 Einwohner (davon 2544 männlich) in 1066 Haushalten.